# امبریج مان
امبریج مان (به انگلیسی: Ambridge Mann) یک منطقهٔ مسکونی در ایالات متحده آمریکا است که در ایندیانا واقع شده‌است.

## خصوصیات
امبریج مان ۶٬۲۳۶ نفر جمعیت دارد.